# Fourré épineux de Madagascar
Le fourré épineux de Madagascar est une région écologique identifiée par le Fonds mondial pour la nature (WWF) comme faisant partie de la liste « Global 200 », c'est-à-dire considérée comme exceptionnelle au niveau biologique et prioritaire en matière de conservation. Elle regroupe deux écorégions terrestres distinctes :
- les fourrés épineux de Madagascar ;
- les forêts claires succulentes de Madagascar.